# Josh Gad
Joshua Ilan "Josh" Gad, född 23 februari 1981 i Hollywood i Florida, är en amerikansk skådespelare, komiker och sångare. Gad hade en av huvudrollerna i originaluppsättningen av musikalen The Book of Mormon på Broadway. Han prisades för originalrösten till snögubben Olof i Disneys Frost från 2013.

## Filmografi i urval

### Film
| År   | Titel                         | Roll                                                      | Noter                                                              |
| ---- | ----------------------------- | --------------------------------------------------------- | ------------------------------------------------------------------ |
| 2002 | Mary and Joe                  | Angel                                                     |                                                                    |
| 2007 | Watching the Detectives       | Mark                                                      |                                                                    |
| 2008 | 21                            | Miles                                                     |                                                                    |
| 2008 | The Rocker                    | Matt                                                      |                                                                    |
| 2009 | Crossing Over                 | Howie                                                     |                                                                    |
| 2009 | The Lost Nomads: Get Lost!    | Gigi /Miss Piggy /Jose Sanchez / The Clown /Spatula Lover |                                                                    |
| 2009 | Big Guy                       | Rodney                                                    |                                                                    |
| 2010 | Marmaduke                     | Bandana Dog (röst)                                        |                                                                    |
| 2010 | Love and Other Drugs          | Josh Randall                                              |                                                                    |
| 2011 | Mardi Gras: Spring Break      | Bartholomew T. "Bump" Brown                               |                                                                    |
| 2012 | She Wants Me                  | Sam Baum                                                  |                                                                    |
| 2012 | Ice Age 4: Jorden skakar loss | Louis (röst)                                              |                                                                    |
| 2012 | Thanks for Sharing            | Neil                                                      |                                                                    |
| 2013 | Jobs                          | Steve Wozniak                                             |                                                                    |
| 2013 | The Internship                | Andrew "Headphones" Anderson                              |                                                                    |
| 2013 | Frost                         | Olof (röst)                                               | Annie Award för 'Voice Acting in a Feature Production'             |
| 2014 | Wish I Was Here               | Noah Bloom                                                |                                                                    |
| 2015 | The Wedding Ringer            | Doug Harris                                               |                                                                    |
| 2015 | Frostfeber                    | Olof (röst)                                               | kortfilm                                                           |
| 2015 | Pixels                        | Ludlow Lamonsoff                                          |                                                                    |
| 2016 | The Angry Birds Movie         | Chuck (röst)                                              |                                                                    |
| 2017 | A Dog's Purpose               | Bailey / Buddy / Tino / Ellie / Waffles (röst)            |                                                                    |
| 2017 | Skönheten och odjuret         | LeFou                                                     | Nominerad till MTV Movie Awards för bästa filmpar (med Luke Evans) |
| 2017 | Marshall                      | Sam Friedman                                              |                                                                    |
| 2017 | Mordet på Orientexpressen     | Hector MacQueen                                           |                                                                    |
| 2017 | Olofs frostiga äventyr        | Olof (röst)                                               | kortfilm                                                           |
| 2019 | Little Monsters               | Teddy McGiggle                                            |                                                                    |
| 2019 | A Dog's Journey               | Bailey / Molly / Big Dog / Max (röst)                     |                                                                    |
| 2019 | The Angry Birds Movie 2       | Chuck (röst)                                              |                                                                    |
| 2019 | Frost 2                       | Olof (röst)                                               | Annie Award för 'Voice Acting in a Feature Production'             |
| 2020 | Artemis Fowl                  | Mulch Diggums                                             |                                                                    |
| 2020 | Det var en gång en snögubbe   | Olof (röst)                                               | kortfilm                                                           |
| 2023 | Strays                        |                                                           |                                                                    |

### TV
| År        | Titel              | Roll                                      | Noter                                         |
| --------- | ------------------ | ----------------------------------------- | --------------------------------------------- |
| 2005      | Cityakuten         | Sgt. Bruce Larabee                        | Avsnitt: "Here and There"                     |
| 2008      | American Dad!      | Art (röst)                                | Avsnitt: "Pulling Double Booty"               |
| 2007–2008 | Back to You        | Ryan Church                               | 17 avsnitt                                    |
| 2008–2009 | Numb3rs            | Roy McGill                                | 2 Avsnitt                                     |
| 2011      | The Cleveland Show | Droopy / Pimp (röst)                      | Avsnitt: "Our Gang"                           |
| 2011      | Californication    | Doctor                                    | 2 Avsnitt                                     |
| 2011      | Modern Family      | Kenneth Ploufe                            | Avsnitt: "Punkin Chunkin"                     |
| 2012–2015 | New Girl           | Bear Claw                                 | 3 avsnitt                                     |
| 2017      | Star Wars Rebels   | Controller (röst)                         | Avsnitt: "Double Agent Droid"                 |
| 2017      | South Park         | Marcus Preston / Mrs. McGillicuddy (röst) | Avsnitt: "Hummels & Heroin"                   |
| 2018      | Bob's Burgers      | Damon (röst)                              | Avsnitt: "Just One of the Boyz 4 Now for Now" |
| 2020      | Central Park       | Birdie (röst)                             |                                               |